# Jan Wilsgaard
Jan Wilsgaard (23 de enero de 1930 - 6 de agosto de 2016) fue el diseñador jefe de Volvo Cars desde 1950 hasta 1990, imprimiendo a los coches suecos durante décadas su sello personal, resumido en la frase "lo simple es bello".

## Semblanza

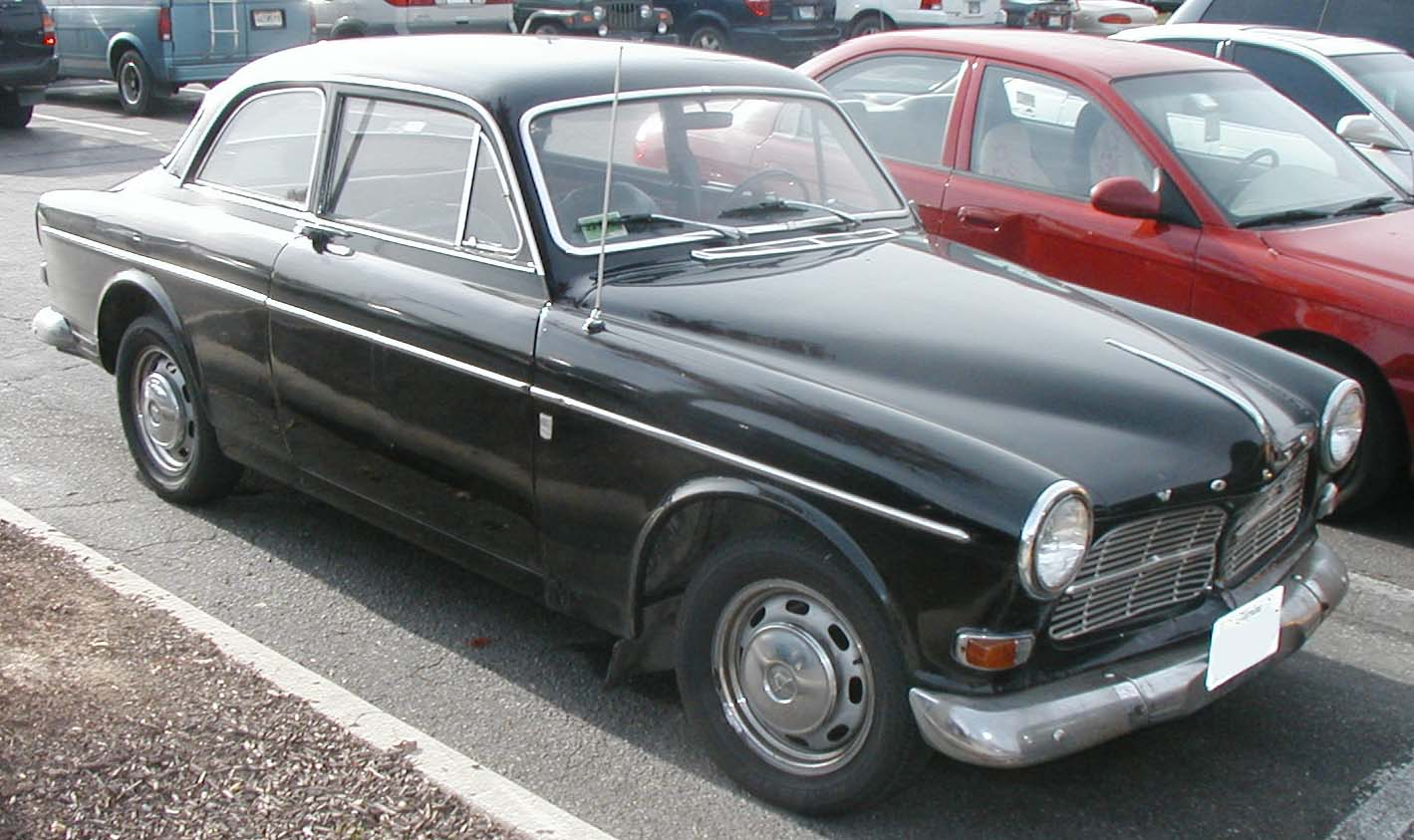
El Volvo 122 cupé, diseñado por Jan Wilsgaard

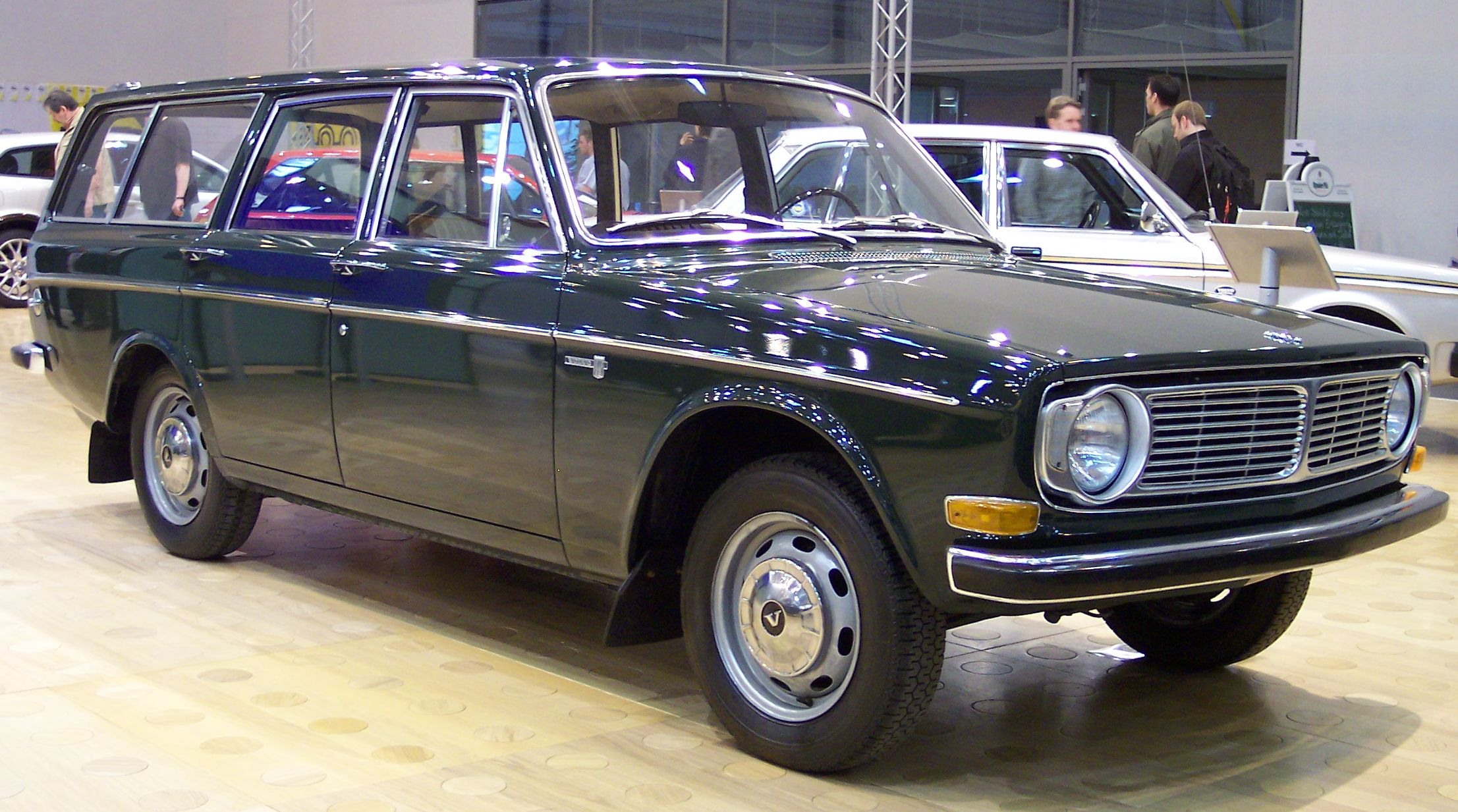
Volvo 145

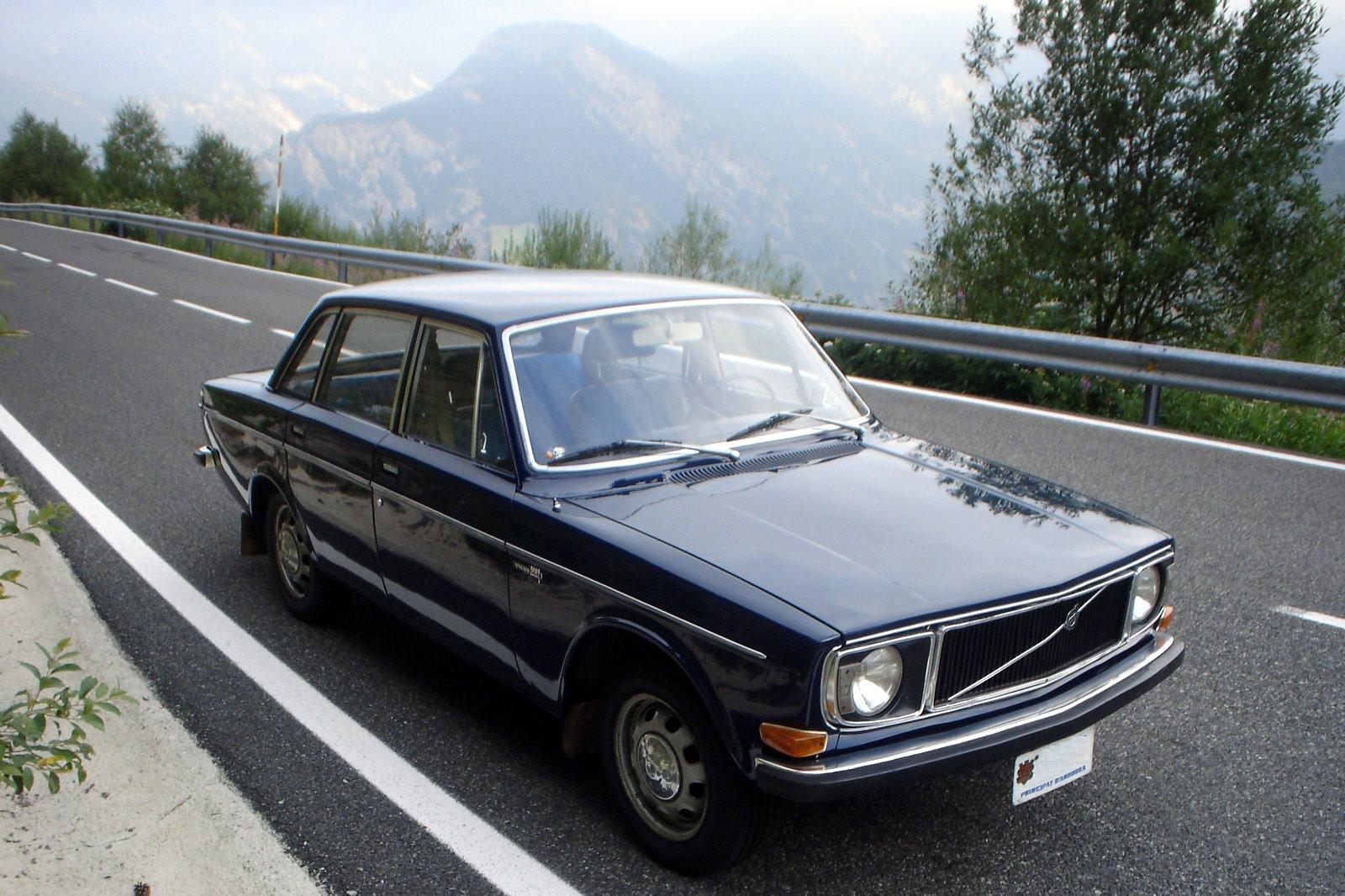
Volvo 144

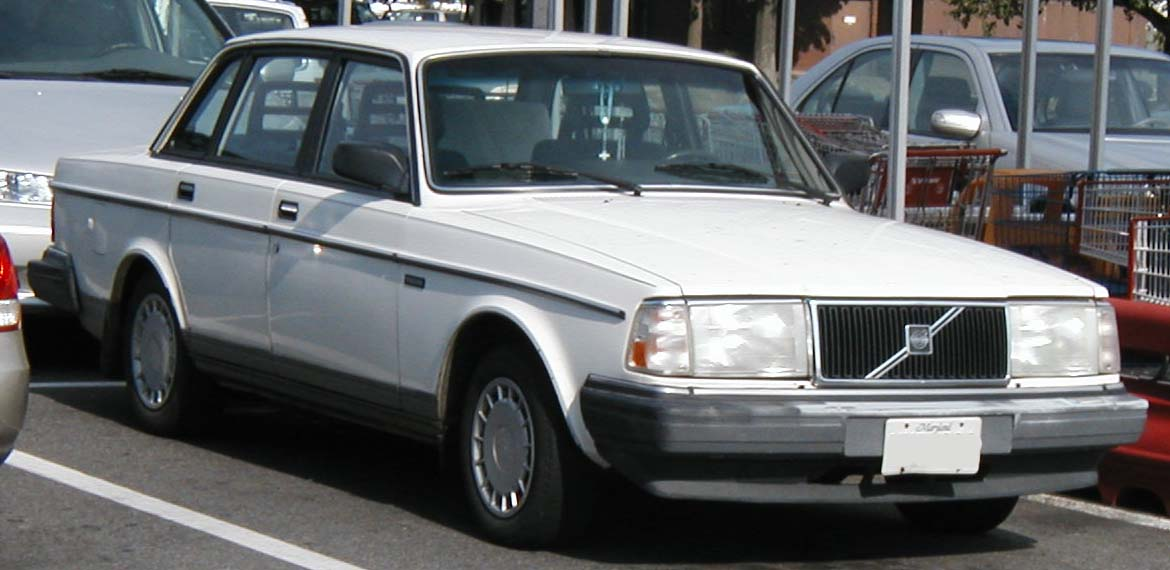
Volvo 240

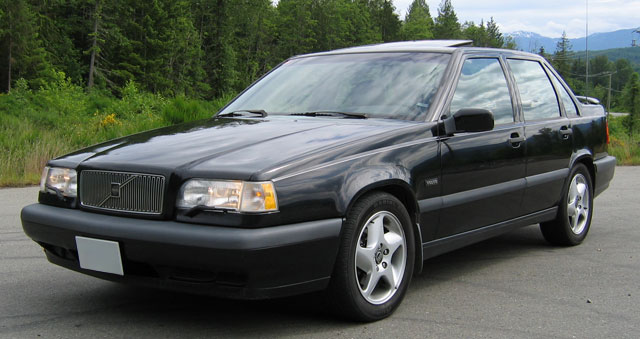
El 850 fue el último diseño de Wilsgaard en Volvo

Wilsgaard nació en Brooklyn, Nueva York en 1930. Su padre era un marinero noruego. Durante la Segunda Guerra Mundial, su familia huyó de Noruega a Suecia. Después de haber estudiado en la Escuela de Artes Aplicadas de Gotemburgo (posteriormente conocida como HDK, la Högskolan för Design och Konsthantverk, de la Universidad de Gotemburgo) antes de unirse a Volvo cuando el cofundador Assar Gabrielsson todavía dirigía la empresa.
Como diseñador jefe de la firma sueca desde 1950, diseñó todos los proyectos de Volvo durante su mandato, con pocas excepciones (por ejemplo, el Volvo P1900 Sport y el P1800 Cupé). Uno de los primeros trabajos de Wilsgaard fue mejorar el diseño de las ventanas traseras del PV Duett Van, un proyecto que marcaría su carrera, dado que continuó con el diseño de las versiones de la ranchera Amazon (las series 145, 760 y 850) durante un período que vio a Volvo asociarse estrechamente con las carrocerías de tipo familiar.
Además de diseñar el Amazon y el 144, también concibió el muy apreciado Volvo 164, así como su exitosa adaptación familiar del P1800 Cupé, el 1800ES. Según Simon Lamarre, diseñador jefe del estudio, "el 1800ES se convirtió en uno de los iconos de Volvo", inspirando el diseño del Volvo C30.
Cuando diseñó la serie Volvo 140, empleó un credo, "lo simple es bello". El diseño simboliza la calidad robusta y sobria del automóvil. 
Con respecto al enorme éxito del Volvo 240 en todo el mundo, el vehículo más popular de la firma sueca, se dice que Wilsgaard comentó que "podría deberse a que el coche es un poco cuadrado y lento, como los propios suecos".
Se retiró en 1990, siendo sucedido por el destacado diseñador Peter Horbury. Murió el 6 de agosto de 2016 en la localidad sueca de Kungsbacka.

## Realizaciones
Entre los coches Volvo diseñados por Jan Wilsgaard figuran los siguientes:
- P179, más conocido como 'Margaret Rose'
- Volvo Philip (1950)
- PV 179 (1952)
- Volvo Amazon (P1200/120)
- Volvo P1400 (1967) (Volvo 140)
- Volvo 164
- Volvo 140
- Volvo 240
- Volvo 262C
- Volvo 740
- Volvo 760
- Volvo 780
- Volvo 850

## Reconocimientos
- En 1999, la Global Automotive Elections Foundation nominó a Wilsgaard entre un grupo de veinticinco diseñadores que competían por la designación como Diseñador Automotriz del Siglo.

## Galería
|  |  |  |  |